# Dednja vas
Dednja vas je naselje u Općini Brežice u istočnoj Sloveniji. Dednja vas se nalazi u pokrajini Dolenjskoj i statističkoj regiji Donjoposavskoj. 

## Stanovništvo
Prema popisu stanovništva iz 2002. godine Dednja vas je imala 174 stanovnika.

### Etnički sastav
1991. godina:
- Slovenci: 176 (98,9%)
- nepoznato: 2 (1,1%)

## Vanjske poveznice
- Satelitska snimka naselja  Arhivirana inačica izvorne stranice od 29. srpnja 2017. (Wayback Machine)